# Azeta brandolina
Azeta brandolina är en fjärilsart som beskrevs av Swinhoe 1902. Azeta brandolina ingår i släktet Azeta och familjen nattflyn. Inga underarter finns listade i Catalogue of Life.